# Samuel Bothvidsson
Samuel Bothvidsson, född 1657 i S:t Laurentii församling, Östergötlands län, död april 1695, var en svensk präst.

## Biografi
Bothvidsson föddes 1657 i S:t Laurentii församling, Söderköping. Han var son till borgaren Bothvid Arvidsson och Karin Kruus. Bothvidsson blev 15 oktober 1678 student vid Uppsala universitet. Han var från 1683 till 1686 kollega vid Söderköpings trivialskola. Han studerade sedan utomlands och avlade magisterexamen vid Greifswalds universitet 1689. Bothvidsson prästvigdes 1693 i Storkyrkan, Stockholm till kyrkoherde i Mogata församling. Han avled 1695.

### Familj
Bothvidsson gifte sig 1693 med Anna Arenander (död 1717). Hon var dotter till tullinspektor Lars Arenander på Barösund i Gryts församling. Anna Arenander var änka efter kyrkoherden Laurentius Wangel i Mogata församling. Bothvidsson och Arenander fick tillsammans dottern Anna (född 1694).